# Pieter Anne van Westrheene
Pieter Anne van Westrheene (Rozendaal, 2 oktober 1863- Arnhem, 24 augustus 1929) was een Nederlands publicist op het gebied van de kunsten. Hij was tevens componist en dirigent.

## Leven en werk
Van Westheene was een zoon van de predikant Tobias Pietersz van Westrheene en Adelgonda Christina Pijzel. Hij ontving in eerste instantie pianolessen van een leraar in Velp, Van Zeijl sr. Vervolgens ging hij verder leren in Arnhem bij organist Derk Johan Gerbrands (1837-1925, opgeleid door o.a. Johannes van Bree en meer dan 50 jaar organist van de Sint-Eusebiuskerk) terwijl hij nog leerling was aan het Stedelijk Gymnasium Arnhem. Hij ging letteren studeren aan de Rijksuniversiteit Leiden. Na zijn studie werd hij docent aan het Stedelijk Gymnasium in Tiel. Vervolgens werd hij redacteur Kunst en Letteren bij de Nieuwe Arnhemsche Courant, Het Muziekcollege, Gelders correspondent voor tijdschrift Caecilia (met in 1929 een artikel over Aaltje Noordewier-Reddingius) en schrijver voor het Weekblad voor muziek. Van zijn hand verscheen in 1897 een biografie over Edvard Grieg, (Mannen en Vrouwen van Beteekenis). In 1897 werd hij leider en even later ook dirigent van de Arnhemsche Dameszangvereniging. In 1914 was hij betrokken bij een openluchtconcert door de Vereniging J.S. Bach uit Arnhem.
Hij was voorts bestuurder van de Nederlandse Klokkenspelvereniging.
Ondertussen vond hij nog tijd om enige muziek te schrijven:
- een kroningscantate (sopraan, alt, gemengd en kinderkoor en orkest/orgel)
- Kinderzang op den Koninginnedag, voor driestemmig koor en harmonium
- Kerstmotet (zesstemmig gemengd koor a capella voor een zangwedstrijd in Utrecht)
- Laat ons elkander liefhebben, een religieus werk voor bas, zangkwintet, strijkkwintet en orgel
- Stuur hem dan niet heen (1928)
- diverse werken voor orgel
- Der Gott und die Bajadere voor solisten en koor
- Musa Salvatrix (wellicht onvoltooid)

Zijn werken stonden op de lessenaars van onder meer het Symfonie-Orkest Leeuwarden (1923). 
Van Westrheene overleed op 65-jarige leeftijd in Arnhem. Hij werd begraven in het familiegraf op de begraafplaats in het nabijgelegen Rozendaal, zijn geboorteplaats.